# Dalmacio Langarica
Dalmacio Langarica Lizasoain (Ochandiano, 5 de dezembro de 1919 - Basauri, 24 de janeiro de 1985) foi um ciclista espanhol, entre os anos 1943 e 1955 durante os quais conseguiu 62 vitórias.
Os seus maiores sucessos desportivos obteve-os na Volta a Espanha onde além de conseguir 8 vitórias de etapa, na edição de 1946 conseguiu a vitória absoluta. Também foi campeão da Espanha de montanha nos anos 1945 e 1946, e 4º no Campeonato de estrada de 1945 e 1953.
Ao terminar a sua carreira profissional exerceu como director desportivo em diferentes equipas.

## Palmarés
| 1943 - Sestao - Campeonato da Rioja 1944 - Subida ao Naranco - Subida a Santo Domingo - 2 etapas da Volta a Cantabria - 1 etapa da Volta à Catalunha - 1 etapa da Volta a Levante 1945 - Campeonato da Espanha de Montanha - GP Vizcaya, mais 1 etapa - 1 etapa do Circuito do Norte 1946 - Volta a Espanha , mais 5 etapas - Campeão da Espanha de Montanha - G.P. Primavera - G.P. Pascuas 1947 - 1 etapa da Volta a Mallorca - Volta a Alava | 1948 - 3 etapas na Volta a Espanha - 1 etapa da Volta à Catalunha - Volta ao vale de Leniz - Prova de Legazpi 1950 - 5 etapas da Volta a Portugal - 1 etapa da Volta à Catalunha 1951 - 1 etapa da Volta a Portugal 1952 - 1 etapa da Bicicleta Basca 1953 - G.P. Muxika 1954 - 1 etapa da Volta a Mallorca |

## Resultados em Grandes Voltas e Campeonatos do Mundo
Durante a sua carreira desportiva tem conseguido os seguintes postos nas Grandes Voltas e nos Campeonatos do Mundo em estrada:
| Carreira           | 1943 | 1944 | 1945 | 1946 | 1947 | 1948 | 1949 | 1950 | 1951 | 1952 | 1953 | 1954 | 1955 |
| ------------------ | ---- | ---- | ---- | ---- | ---- | ---- | ---- | ---- | ---- | ---- | ---- | ---- | ---- |
| Giro d'Italia      | X    | X    | X    | -    | -    | -    | -    | -    | -    | -    | -    | -    | -    |
| Tour de France     | X    | X    | X    | X    | -    | -    | Ab.  | -    | 58º  | -    | 73º  | Ab.  | -    |
| Volta a Espanha    | X    | X    | 14º  | 1º   | -    | 4º   | X    | Ab.  | X    | X    | X    | X    | -    |
| Mundial em Estrada | X    | X    | X    | -    | -    | -    | -    | -    | -    | -    | -    | -    | -    |

-: não participa

Ab.: abandono

X: edições não celebradas